# Nieuw Zeer
Nieuw Zeer is een satirisch sketchprogramma op televisie dat sinds 1 maart 2020 werd uitgezonden door de NTR. De serie werd geschreven en geregisseerd door Niek Barendsen.

## Acteurs
Hieronder een geselecteerd overzicht van acteurs die hebben meegewerkt aan de serie:
- Oussama Ahammoud
- Selin Akkulak
- Sarah Bannier
- Niek Barendsen
- Claire Bender
- Plien van Bennekom
- Jacqueline Blom
- Annick Boer
- Pierre Bokma
- Kees Boot
- Tina de Bruin
- Hajo Bruins
- Ali Çifteci
- Guy Clemens
- Daniel Cornelissen
- Carine Crutzen
- Bracha van Doesburgh
- Wieteke van Dort
- Stephanie van Eer
- Roos van Erkel
- Randy Fokke
- Cees Geel
- Rian Gerritsen
- Rodney Glunder
- Eva van der Gucht
- Hein van der Heijden
- Hans Kesting
- Daniël Kolf
- Bianca Krijgsman
- Frank Lammers
- Hans Leendertse
- Maaike Martens
- Maike Meijer
- Beppie Melissen
- Rick Paul van Mulligen
- Michiel Nooter
- Nazmiye Oral
- Loek Peters
- Anniek Pheifer
- Ellen Pieters
- Joost Prinsen
- Tjitske Reidinga
- Mark Rietman
- Martine Sandifort
- Eric van Sauers
- Elise Schaap
- Pepijn Schoneveld
- Stefan Stasse
- Georgina Verbaan
- Lies Visschedijk
- Hanna van Vliet
- Remko Vrijdag
- Stefan de Walle
- Ilse Warringa